# Партия скрещённых стрел
Па́ртия скрещённых стрел  (венг. Nyilaskeresztes párt) — национал-социалистическая партия в Венгрии, основанная Ференцем Салаши в 1937 году. Неоднократно запрещалась венгерским правительством и вновь легализовывалась.
17 октября 1944 года после государственного переворота в Венгрии сформировала новое прогерманское правительство, которое существовало до конца марта 1945 года. В апреле того же года была запрещена и распущена.

## История
Партия была создана в 1937 году как правопреемница «Партии национальной воли», основанной в 1935 году Ференцем Салаши («Скрещённые стрелы» — третья по счёту ультраправая партия Салаши). Символ «скрещённые стрелы» венгерские национал-социалисты начали использовать вместо первоначальной свастики после того, как венгерское правительство запретило ношение свастики как эмблемы иностранного государства.
Салаши, офицер на действительной военной службе, вначале симпатизировавший Дьюле Гёмбёшу, сумел объединить небольшие национал-социалистские партии (Национал-социалистическая партия сельскохозяйственных и промышленных рабочих Золтана Мешкоша, Венгерская национал-социалистическая народная партия графа Александра Фештетица и Национал-социалистическая партия графа Фиделя Палфи). В отличие от этих группировок, называвших себя народными или рабочими партиями, но состоявших, главным образом, из представителей венгерского мелкого дворянства, чиновников, офицерского корпуса и интеллигенции, «Скрещённые стрелы» Салаши сумели получить весомую поддержку части рабочих и мелких крестьян.
По данным партии, в 1937 году 17 % её членов были офицеры, 13 % — крестьяне и не менее 41 % — рабочие. На парламентских выборах 28 мая 1939 года «Скрещённые стрелы» достигли особенно больших успехов в предместьях Будапешта, населенных преимущественно рабочими, и в других промышленных и горнодобывающих центрах страны за счёт социал-демократов и Партии мелких сельских хозяев. После этих выборов «Скрещённые стрелы», получив 15 % голосов и 29 мест в Парламенте, стали второй политической силой после правящей партии, получившей на тех же выборах 49 % голосов и 70 % мест (183 из 260). В предместьях Будапешта «Скрещённые стрелы» получили 41,7 % голосов, тогда как правящая партия — только 27,5 %, социал-демократы — 17,1 % (лишь 5 мест во всей Венгрии) и Христианская партия — 6,9 %. В программе салашистов содержались требования более тесного сотрудничества с нацистской Германией, активизации войны против антигитлеровской коалиции, усиления борьбы с рабочими партиями.
Таким образом, партия «Скрещённые стрелы», насчитывавшая в 1939 году 250 тыс. членов, имела широкую базу, её сторонники и избиратели происходили из всех слоёв населения, в особенности из среды промышленных и сельскохозяйственных рабочих.
Несмотря на успехи на выборах, «Скрещённые стрелы» были не только не допущены в правительство, но и подвергнуты преследованиям. Салаши в 1938 году был приговорён к трёхлетнему тюремному заключению за то, что открыто заподозрил жену регента Хорти в еврейском происхождении. Однако в 1940 году под давлением Германии он был досрочно освобождён из заключения по амнистии, хотя сама партия вскоре была запрещена за критику сравнительно слабого участия Венгрии во Второй мировой войне и продолжала действовать подпольно.
Салаши вступил в прямой контакт с гитлеровским правительством и получил его политическую поддержку. В марте 1944 года прогерманское правительство Дёме Стояи легализовало «Скрещённые стрелы». Партия стала значительной политической силой.
Для свержения Миклоша Хорти, заключившего перемирие с Советским Союзом, 15 октября 1944 года немцы совершили в Венгрии государственный переворот. Сын Хорти был похищен диверсантами Отто Скорцени, а регент был вынужден отказаться от своих полномочий в пользу Салаши. Салаши стал главой правительства и государства («вождём венгерского народа»).

## Прекращение существования

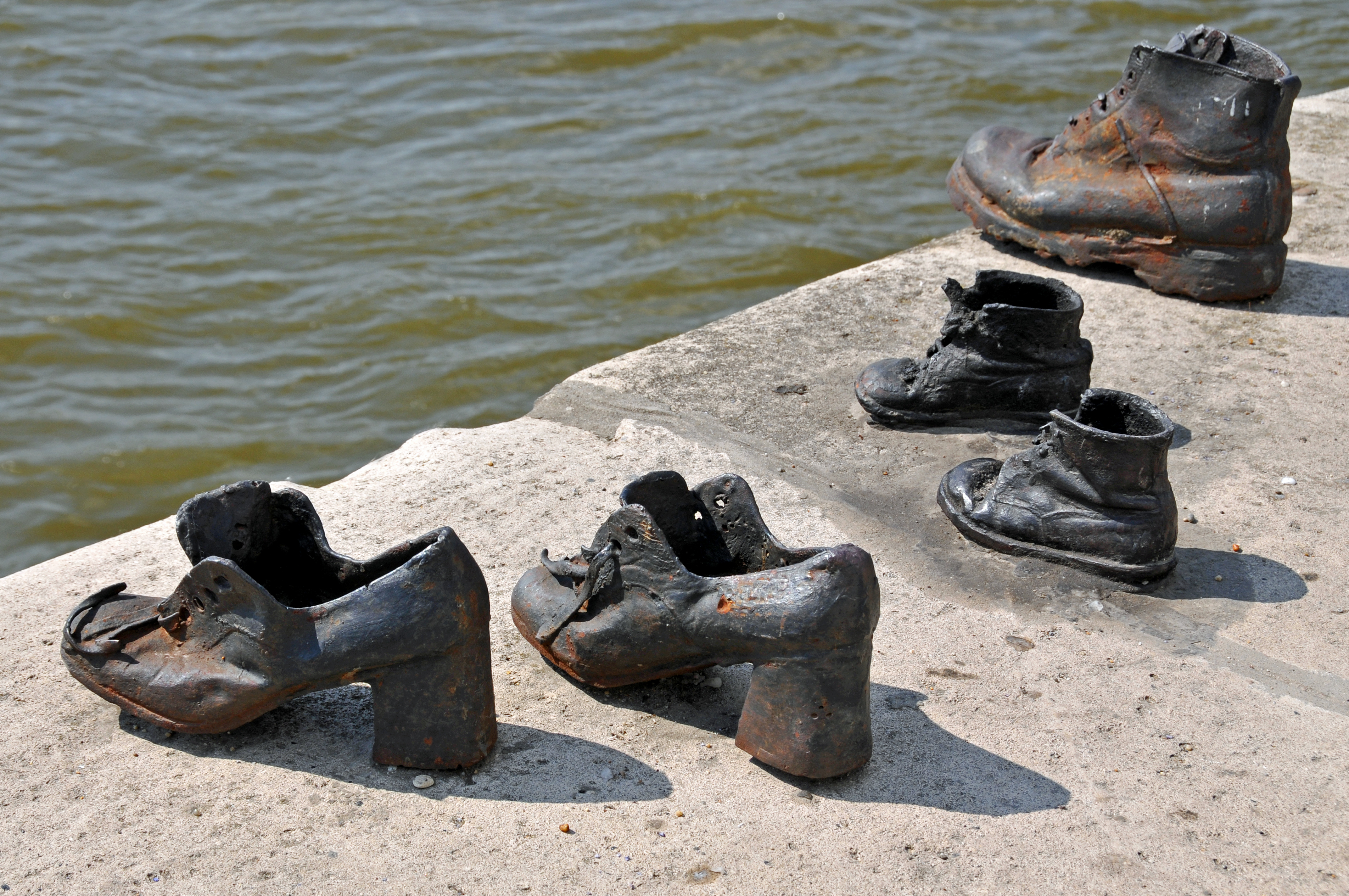
Памятник «Туфли на набережной Дуная» жертвам Холокоста, убитым салашистами в войну

Власть Салаши имела характер коллаборационистского режима, при этом «Скрещённые стрелы» являлись в значительной степени самостоятельной пронацистской партией с довольно широкой базой. Салашисты или нилашисты (от венг. Nyilaskeresztes párt — «партия „Скрещённые стрелы“») находились у власти на ещё не освобождённой от немецких оккупантов части Венгрии до конца марта 1945 года. Они принимали участие в расправах над мирным населением — евреями, цыганами (в том числе при их депортации в Германию) и венграми — и в боях против Советской Армии.
Партия «Скрещённые стрелы» была запрещена постановлением Временного национального правительства 26 февраля 1945 года о роспуске нацистских и коллаборационистских организаций, её руководители были позднее осуждены как военные преступники. После капитуляции Германии большая часть руководства была расстреляна за преступления против человечности: не менее 6200 человек были осуждены за массовые убийства. В 2005 году память жертв Холокоста, убитых членами «Скрещенных стрел», была увековечена в виде памятника «Туфли на набережной Дуная» авторства Дьюлы Пауэра — перед расстрелом евреев салашисты требовали от приговорённых снять обувь, а после расстрела и сброса тел в реку забирали себе обувь как трофей. В 2006 году Лайош Полгар, бывший член «Скрещенных стрел», эмигрировавший в Австралию, был обвинён в преступлениях Холокоста, однако перед судом не предстал по состоянию здоровья и умер в июле 2006 года.

## После падения социализма
После того как социалистическому строю в Венгрии в 1989 году пришёл конец и был введён политический плюрализм, наряду с другими были сформированы правоэкстремистские и полуфашистские партии, обращавшиеся к «хунгаризму» как своей официальной идеологии. Наиболее крупная из них — «Партия за лучшую Венгрию» (венг. Jobbik), чьи военизированные крылья, запрещённые законом, были объединены в группу «Венгерская гвардия» (венг. Magyar Gárda), считающую себя идеологической наследницей «Скрещённых стрел» и использующей схожую с ней символику. «Венгерская гвардия», в отличие от своей предшественницы, акцентирует своё внимание не на антисемитизме, а на травле цыган.
Непосредственно от нилашистов вела своё происхождение недолго просуществовавшая (1993—1994) Партия всемирного национального господства (венг. Világnemzeti Népuralmista Párt). Несмотря на то, что и сама эта партия, и её преемницы были запрещены, её актив продолжает действовать в таких ультраправых организациях, как Движение за венгерский мир (венг. Pax Hungarica Mozgalom) и Blood and Honour. Идеологию хунгаризма подхватывала неофашистская Ассоциация венгерского благосостояния, однако из-за отсутствия широкой поддержки прекратила своё существование.